# Çarpışma
Çarpışma (em Angola e Moçambique: Destinos Cruzados) é uma telenovela turca produzida pela Ay Yapım e exibida pela Show TV, entre 22 de novembro de 2018 a 30 de maio de 2019. Escrita por Ali Aydın, tem direção de Uluç Bayraktar, Ahmet Katıksız e U. Hakan Eren com produção de Kerem Çatay e Pelin Diştaş. Com Kıvanç Tatlıtuğ, Elçin Sangu, Melisa Aslı Pamuk e Alperen Duymaz, nos papéis principais. A trama retrata a história de quatro pessoas cujas vidas cruzam-se após a colisão de seus carros.
Foi exibida nos países africanos, Angola (às 19h) e Moçambique (às 20h), e com dublagem em português brasileiro, através do canal Zap Novelas entre 28 de junho a 9 de outubro de 2019, substituindo O Preço da Paixão e sendo substituída por O Jogo da Vida.

## Enredo
A vida de quatro pessoas cruzam-se após um acidente e a partir daí o destino nunca as separará: Kadir, um policial que tenta cometer suicídio; Zeynep, uma mulher que deseja recuperar sua filha; Cemre, herdeira de um poderoso escritório de advocacia; e Kerem, um jovem que acabou de sair da cadeia e se meteu em um problema maior.

## Elenco
- Kıvanç Tatlıtuğ como Kadir Adalı
- Elçin Sangu como Zeynep Tunç
- Onur Saylak como Veli Cevher
- Melisa Aslı Pamuk como Cemre Gür
- Alperen Duymaz como Kerem Korkmaz
- Erkan Can como Haydar
- Mustafa Uğurlu como Selim Gür
- Rojda Demirer como Belma Gür
- Merve Çağıran como Meral
- Hakan Kurtaş como Demir
- İsmail Demirci como Galip Tunç
- Gonca Cilasun como Serpil Korkmaz
- Yıldırım Şimşek como Ömer Korkmaz
- Furkan Kalabalık como Adem
- Gökçen Çiftçi como Aylin Tunç
- Efecan Şenolsun como Yakup
- Buçe Buse Kahraman como Meltem
- Sevtap Özaltun como Aslı Adalı
- Merve Nil Güder como Deniz Adalı
- Ayşe İrem İpek como Zeynep (criança)
- Kivanç Gedük como Kadir (criança)